# 874
874 foi um ano comum do século IX, que teve início e fim a uma sexta-feira, no Calendário juliano. A sua letra dominical foi C.
| Ano completo                       |
| ---------------------------------- |
| Ano comum com início à sexta-feira |

## Eventos
Primeiro colono permanente da Islândia, o viquingue Ingólfur Arnarson, chega à ilha.

## Mortes
- 28 de junho - Salomão da Bretanha n. 835, rei da Bretanha.